# Bausch Health
Bausch Health Companies Inc. est une entreprise pharmaceutique dont le siège social est situé à Laval (Québec, Canada).

## Histoire
Bausch Health s'est principalement développé par fusions-acquisitions et par l'augmentation du prix des médicaments, notamment ceux sur lesquels l'entreprise est en situation de monopole.
Le 21 juin 2010, Valeant a annoncé qu'elle fusionnerait ses activités avec celles de Biovail. L'opération est évaluée à environ 3,2 milliards CAD. La nouvelle entreprise prend le nom de Valeant, son siège social est alors implanté au Québec, là où se trouvait celui de Biovail.
En 2012, elle a acquis Medicis Pharmaceutical pour 2,6 milliards de $. En mai 2013, Valeant acquiert Bausch & Lomb pour 8,7 milliards de $. En décembre 2013, Valeant serait en train d'acquérir Solta Medical pour 236 millions de dollars. En février 2014, Valeant acquiert PreCision Dermatology, une entreprise spécialisée dans les maladies tropicales de la peau, pour 475 millions de dollars.
Depuis avril 2014, Valeant et l'investisseur Bill Ackman tentent sans succès d'acquérir Allergan, l'entreprise inventrice du botox, cette dernière est acquis par Actavis,. En mai 2014, Nestlé achète à Valeant des produits de soins de la peau pour 1,4 milliard de dollars.
En février 2015, Valeant acquiert Dendreon, une entreprise américaine spécialisé dans l'oncologie ayant fait faillite, pour 400 millions de dollars. Le même mois, Valeant acquiert Salix Pharmaceuticals pour 14,5 milliards dollars, dont 4,4 milliards de dettes.
En août 2015, Valeant acquiert pour 1 milliard de dollars Sprout Pharmaceuticals, connu pour commercialiser sous la marque Addyi, le Flibansérine, souvent nommé "Viagra pour femmes". En septembre 2015, Valeant acquiert pour 166 millions de dollars Synergetics, spécialisé dans le matériel chirurgical d'ophtalmologie et de neurologie.
Le groupe pharmaceutique annonce le départ de son directeur-général Michael Pearson le lundi 21 mars 2016. Il sera remplacé lorsque Bill Ackman, actionnaire à 9 % de la société et nouveau président du conseil d'administration, aura trouvé son successeur. L'entreprise, qui était capitalisée à près de 91 milliards en août 2015, s'est effondrée en bourse, où sa valorisation au 21 mars n'est plus que de 10 milliards d'euros.
Début 2017, L'Oréal acquiert les marques de soin pour la peau CeraVe, AcneFree et Ambi à Valeant pour 1,3 milliard de dollars. Dans le même temps, Valeant vend sa filiale Dendreon, spécialisée dans le cancer de la prostate, pour 820 millions de dollars à Sanpower.
Son PDG Joseph Papa est en 2016 le patron le mieux payé du Canada avec 83,1 millions de dollars, pour huit mois de présence.
Sous la direction de Papa, au début de 2018, la société était redevenue rentable, avait réglé l'affaire Allergan pour moins que prévu et avait réduit sa dette de 6,5 milliards de dollars,. En mai 2018, Papa a annoncé un changement de nom pour Valeant en juillet 2018, avec le nouveau nom, Bausch Health Companies Inc., aidant Valeant à se distancer de son passé, et un nouveau symbole boursier BHC pour remplacer VRX.

## Principaux actionnaires
Au 26 septembre 2021 :
| Icahn Associates Holding                         | 9,51 % |
| Paulson & Co.                                    | 7,20 % |
| Pershing Square Capital Management               | 5,05 % |
| ValueAct Capital (en) Management                 | 5,00 % |
| Glenview Capital Management (en)                 | 4,55 % |
| PointState Capital                               | 2,37 % |
| GoldenTree Asset Management (en)                 | 2,28 % |
| Brahman Capital                                  | 2,26 % |
| T. Rowe Price Associates (Investment Management) | 2,19 % |
| Viking Global Investors (en)                     | 2,17 % |

## Ethique
De 2010 à 2015, Valeant connait une croissance historique et est suivi activement par tous les acteurs de Wallstreet. C'est alors qu'éclate au grand jour le scandale lié à l'augmentation excessive des prix des médicaments dont l'entreprise a le monopole (hausses pouvant dépasser les 700%). Cette hausse pousse alors des milliers d'américains à s'endetter pour pouvoir continuer à se soigner.
Les responsables les plus médiatisés sont Martin Shkreli et Michael Pearson.
Un reportage Netflix sort en 2018 pour expliquer ces faits.